# Heinrich Wiepking-Jürgensmann
Heinrich Friedrich Wiepking-Jürgensmann (* 23. März 1891 in Hannover; † 17. Juni 1973 in Osnabrück) war ein deutscher Landschaftsarchitekt und Hochschullehrer. Den Namenszusatz „Jürgensmann“, der auf seine Ehefrau Helene Jürgensmann zurückgeht, verwendete er nur bis 1945.

## Leben
Heinrich Wiepking lernte von 1907 bis 1909 in der Stadtgärtnerei Hannover. Dass er – wie er stets behauptete – tatsächlich im Anschluss 1910 und 1911 in England und Frankreich studiert hatte, kann nicht nachgewiesen werden. Die Biografin Ursula Kellner schreibt, dass „in späteren amtlichen Vorgängen die Gärtnergehilfenprüfung die einzige eingetragene Prüfung bleibt“.
1912 brach er das im selben Jahr aufgenommene Studium der Architektur an der Technischen Hochschule Hannover ab und begann mit finanzieller Unterstützung seines Vaters ein Volontariat bei dem renommierten Gartenbauunternehmer Jacob Ochs in Hamburg. Von 1912 bis 1922 war er dort Mitarbeiter. Ab 1922 war er freier Architekt für Garten- und Städtebau in Berlin, dann in Köln. Wiepking setzte sich 1934 – nachdem Erwin Barth 1933 Selbstmord begangen hatte – gegen Gustav Allinger bei der Bewerbung um die Professur für Garten- und Landschaftsgestaltung an der Friedrich-Wilhelms-Universität Berlin durch. „Seine Berufung geht vermutlich auf [Konrad] Meyer zurück, der 1934 als Referent im Preußischen Kultusministerium maßgeblich an den Berufungsverfahren beteiligt war“. Er bestimmte hier die Ausbildung der deutschen Landschaftsplaner in der Zeit des Nationalsozialismus. Wiepking-Jürgensmann stand 1944 in der Gottbegnadeten-Liste des Reichsministeriums für Volksaufklärung und Propaganda.
Schon im Juli 1945 bemühte er sich um Anstellung als Leiter eines in Niedersachsen neu einzurichtenden Studienganges. 1947 eröffnete er einen provisorischen Lehrbetrieb in Sarstedt, 1948 begann der offizielle Betrieb der Hochschule für Gartenbau und Landeskultur, die 1952 als Fakultät IV für Gartenbau und Landeskultur der Technischen Hochschule Hannover angegliedert wurde. Hier wirkte er bis 1958 als Ordinarius für Landespflege, Garten- und Landschaftsgestaltung.

## Wirken
Wiepking führte die Landschaftsgestaltung in die Ausbildung ein, die sein Vorgänger Erwin Barth noch ausgeklammert hatte. Am 31. Januar 1938 beantragte er die Umbenennung des Instituts in Institut für Landschafts- und Gartengestaltung. Aber erst nach Kriegsbeginn wurde das Institut zum 28. November 1939 umbenannt. Als Assistenten gewann Wiepking schon 1934 Gerhard Hinz.
Er vertrat, wie sein Nachfolger als Professor an der Technischen Hochschule Hannover, Konrad Meyer, die Auffassung, dass sich die Gestaltung einer Landschaft nach den Gesichtspunkten der Nützlichkeit zu richten hat und Erkenntnisse aus der ästhetischen Betrachtung mit in die Planung einzubeziehen sind. Er förderte eine dementsprechende Landschaftsgestaltung, „eine gesunde, bäuerliche Kulturlandschaft, in welcher der Boden, das Wasser, der gesamte Fruchtstand, der Wald und die Wohnstätten der Menschen von bester Güte sind“. Sein starkes Interesse am völkergeschichtlichen „Germanentum“ floss immer wieder in seine Planungen ein.
Er forderte frühzeitig unter anderem Heckenpflanzung mit der Funktion als Wind- und Frostschutz, Vogelschutzpflanzungen zur Erhaltung der Artenvielfalt und Waldstreifen als Schutzpflanzungen, wobei er in der freien Landschaft grundsätzlich nur heimische Bäume und Sträucher verwendet wissen wollte, während in der Garten- und Parkgestaltung seiner Meinung nach auch Exoten verwendet werden durften.
Wiepking war 1936 als Mitglied der Architektengemeinschaft von Walter und Werner March mit Georg Steinmetz für die Landschaftsgestaltung des Olympischen Dorfes in Dallgow-Döberitz verantwortlich.
Unter Heinrich Himmler wurde Wiepking 1941 Sonderbeauftragter des Reichskommissars für die Festigung deutschen Volkstums (RKF). An dem im RKF erarbeiteten Generalplan Ost war er für die Landschaftsgestaltung und Landschaftspflege der eroberten Ostgebiete zuständig. Er entwickelte u. a. Konzepte einer „Wehrlandschaft“. Dabei sollte die Landschaft nach Himmlers Vorstellungen zunächst hinsichtlich militärischer Gesichtspunkte daraufhin „abgetastet“ werden, dass sie bei sachgemäßer Pflege des Bestandes „Ewigkeitswert“ besitzt. Es sollten vor allem aus strategischen Gründen unter anderem Schutzpflanzungen angelegt werden, die ein „unüberwindbares Hindernis auch für Panzer“ bilden. Flüsse sollten eine Fremd- und eine Freundseite bekommen, also Ufer, die als offene und eine Deckung bietende Seite wirken. In die geplanten Landschaften sollten dann die von Himmler propagierten und straff durchorganisierten „Wehrdörfer“ eingebettet werden, in denen „vollwertige Volksgenossen“ wohnen sollten.
Kellner bezeichnet Heinrich Wiepking als einen Menschen mit einer „irrationale im Mythos verankerte Weltsicht, bei der das Verhältnis des Menschen zu seiner Umwelt festgelegt war und keine Fragen nach Bedingtheiten unter wechselnden gesellschaftlichen Einflüssen aufkommen ließ. In diesem Sinn war Wissenschaft, so wie Wiepking sie betrieb, eher eine Systematisierung von Mythen.“ Durch die Übertragung seines völkischen Weltbilds, welches das Nationalbewusstsein und den aufflammenden Rassismus der Jahrhundertwende widerspiegelte, auf die Umwelt bzw. Landschaft, stellte er eine Naturalisierung eines Volksgedankens her. Seine Begründung dafür lautete:
„Immer ist die Landschaft eine Gestalt, ein Ausdruck und eine Kennzeichnung des in ihr lebenden Volkes. Sie kann das edle Antlitz seines Geistes und seiner Seele ebenso wie auch die Fratze des Ungeistes, menschlicher und seelischer Verkommenheit sein. (…) So unterscheiden sich auch die Landschaften der Deutschen in allen ihren Wesensarten denen der Polen und Russen, - wie die Völker selbst (…) Die Morde und Grausamkeiten der ostischen Völker sind messerscharf eingefurcht in die Fratzen ihrer Herkommenslandschaften.“
Sein Wirken in der Zeit des Nationalsozialismus hat Wiepking-Jürgensmann kaum geschadet. Zwar wurde das Niedersächsische Kultusministerium im Planungsprozess der Hochschule für Gartenbau und Landeskultur mehrfach auf seine nationalsozialistische Vergangenheit hingewiesen, jedoch konnte Wiepking alle Anschuldigungen gegen ihn entkräften. Er inszenierte sich als unpolitischen Fachmann, dessen planerische Arbeit „frei von politischer Bindung“ gewesen sei. Seine Entlastungsargumentation wurde bereitwillig von seinem langjährigen Weggefährten Wilhelm Hübotter unterstützt. Zudem konnte Wiepking die Hochschule für Gartenbau und Landeskultur als Schlüsselinstrument bei der Lösung der ernährungswirtschaftlichen Probleme der Nachkriegszeit präsentieren. Vermutlich wurde auch deswegen manch belastender Moment in seiner Berufsbiografie vom Niedersächsischen Kultusministerium nicht weiter hinterfragt. Darüber hinaus tat sich die niedersächsische Regierung schwer, das Verhalten eines Akteurs einzuordnen, der während der NS-Zeit zwar nicht der NSDAP angehört, aber in ideeller Hinsicht die Verbrechen des Nationalsozialismus forciert hatte. Ebenso hatte sich das Niedersächsische Kultusministerium im Pragmatismus der Nachkriegsjahre selbst nicht hinreichend von nationalsozialistischen Vorstellungen emanzipiert, sodass Wiepking mit Argumenten, mit denen er seinen Disziplinen bereits in der NS-Zeit eine besondere Bedeutung zugesprochen hatte, große Teil der niedersächsischen Politik vom Nutzen der Hochschule für Gartenbau und Landeskultur und von der Bedeutung seiner Weiterarbeit überzeugen konnte. Als Initiator der Hochschule für Gartenbau und Landeskultur erhielt er 1949 schließlich wieder eine ordentliche Professur, war Mitglied von Akademien und bekam zahlreiche Ehrungen als Naturschützer. Die Deutsche Gartenbau-Gesellschaft stiftete 1961 einen Heinrich-Wiepking-Preis für hervorragende Diplomarbeiten, der noch bis 1994 unter diesem Namen vergeben wurde. Deren Präsident Lennart Bernadotte hat ihn 1971 als „Vorkämpfer der grünen Menschenrechte“ gewürdigt. Wiepking, der noch „1943 […] die Diplomarbeit von Max Fischer zur Grünplanung von Auschwitz [betreut]“ hatte, erstellte 1952 „ein Gutachten zur Landschaftsgestaltung der Gedenkstätte des ehemaligen Konzentrationslagers Bergen-Belsen“. 1959 wurde ihm das Bundesverdienstkreuz verliehen.

## Bedeutung
Nach der Beurteilung verschiedener Autoren, die sich mit der Rolle von Landschaftsarchitekten im Dritten Reich beschäftigt haben, war Wiepking in die nationalsozialistische Politik in den „neuen Siedlungsgebieten“ in Polen und Russland verstrickt. aGerd Gröning und Joachim Wolschke-Bulmahn beschreiben ihn als einen „Wegbereiter nationalsozialistischen Gedankenguts in der Garten- und Landschaftsarchitektur. Neben Alwin Seifert war er der führende Gartenarchitekt in der NS-Zeit. […] Während des Zweiten Weltkriegs unterstützte er maßgeblich die nationalsozialistische Politik der Vertreibung und Vernichtung der Polen und Russen.“ Milchert hat 1984 am Beispiel Wiepkings und dessen Mentors Konrad Meyer gezeigt, „daß führende Landschaftsplaner der damaligen Zeit keine kleinen Mitläufer, sondern Propagandisten des NS-Staates waren.“
Ursula Kellner stellt in ihrer Dissertation zu Heinrich Wiepking dessen Bedeutung für den gesamten Fachbereich heraus: „Als einziger Lehrstuhlinhaber vor dem Krieg und Professor an einer der wenigen Ausbildungsstätten nach dem Krieg hat Wiepking mehrere Generationen von Hochschulabsolventen durch die Weitergabe seines Weltbildes und den damit verbundenen fachlichen Leit-Bildern geprägt. Sein Verständnis von Landespflege auf der Grundlage seines völkischen Weltbildes wurde – da seine Schüler die von ihm gelehrten Werte verinnerlichten – multipliziert in die Institutionen getragen, im Planerischen umgesetzt und konnte sich somit […] erhalten.“ Zwar bereinigte er nach dem Krieg seine Sprache von eindeutig rassistischem Vokabular, aber in seinen Aussagen bleiben „deren Ursprünge im völkischen Gedankengut weiterhin deutlich“.

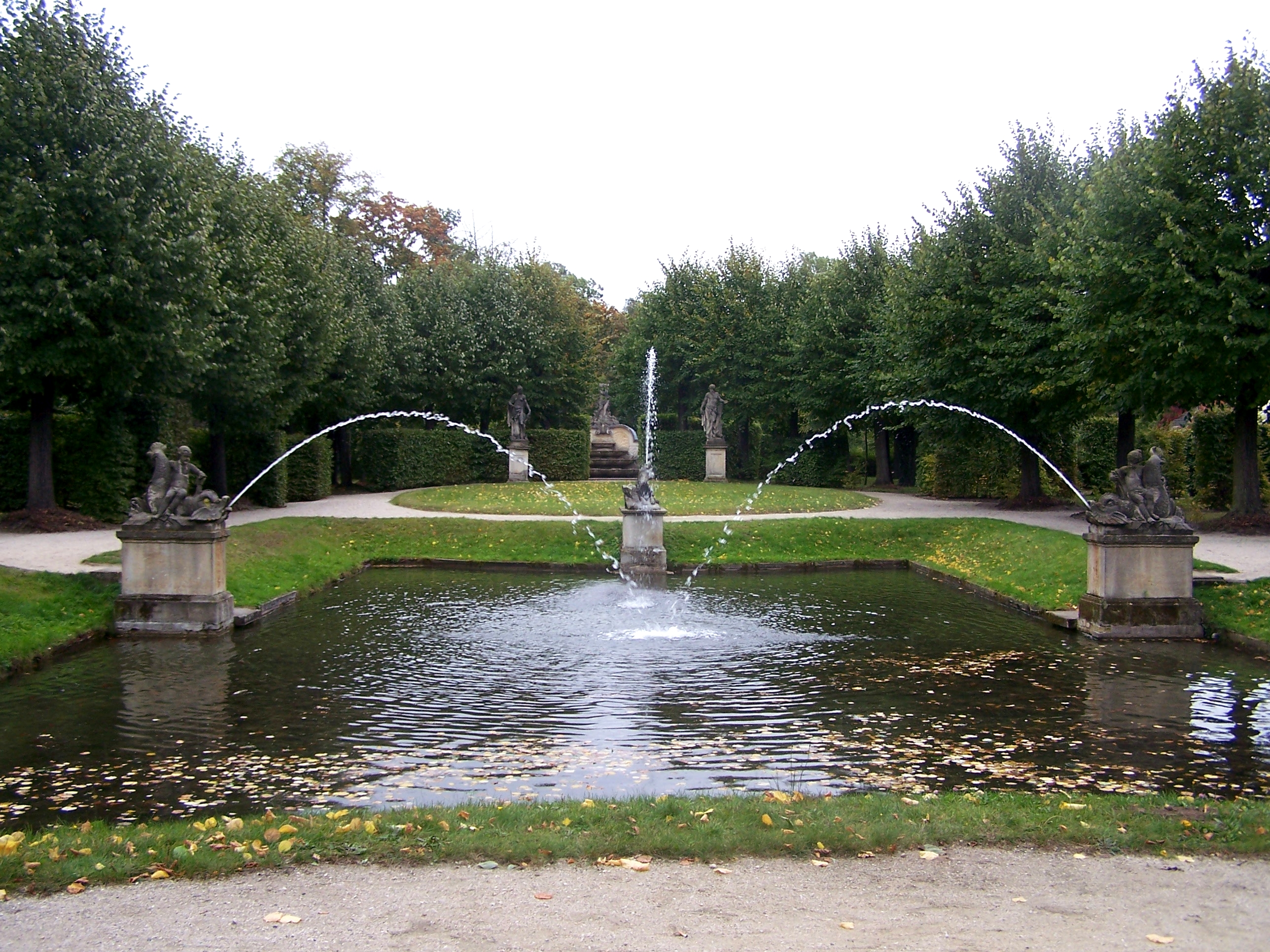
Schlossanlage Altdöbern

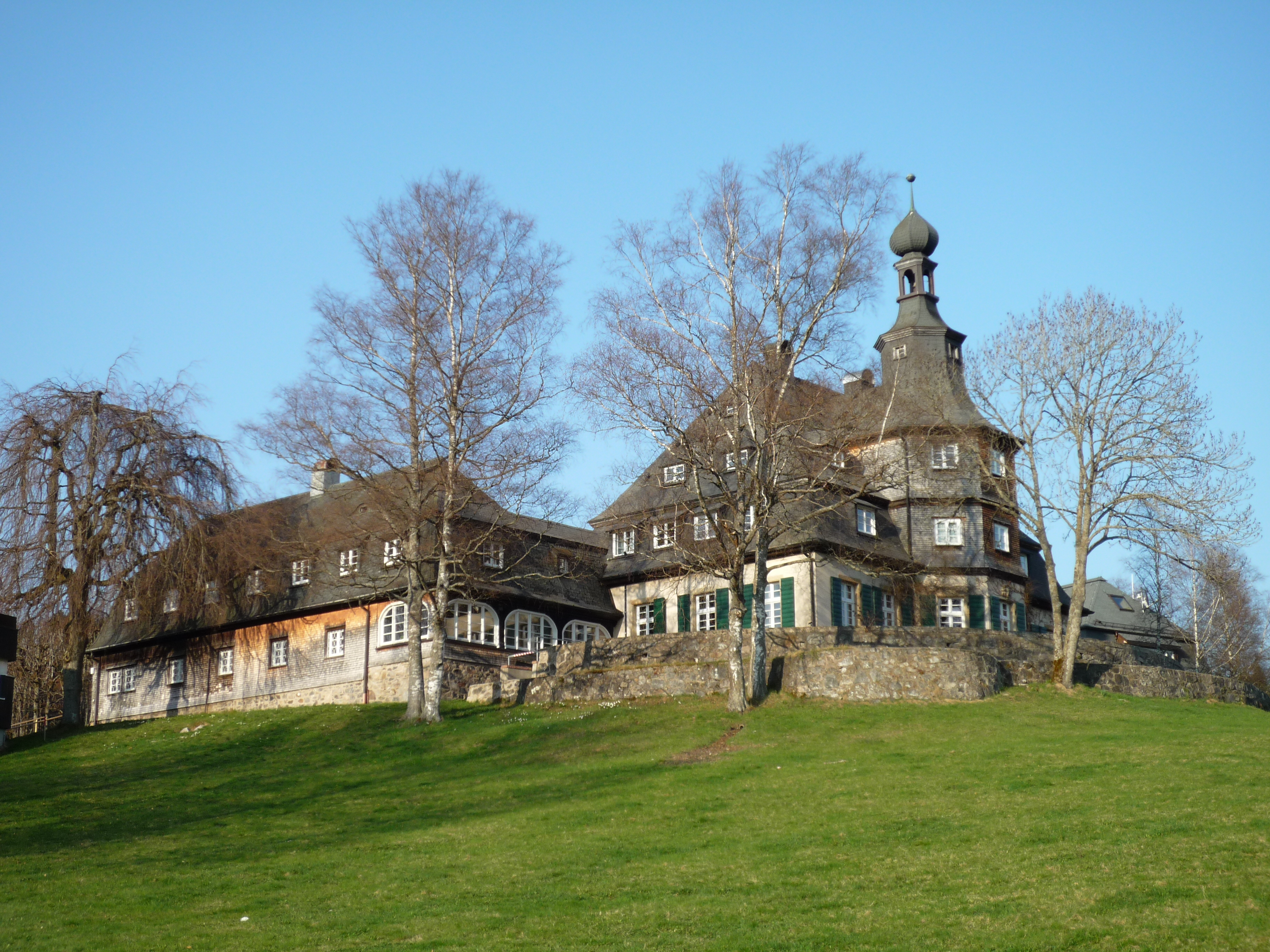
Birklehof bei Hinterzarten

## Gärten
- 1917: Umgestaltung der Gartenanlagen von Schloss Altdöbern für Eugen Laib Garbáty[14]
- In den 1920er-Jahren Umgestaltung des Schau- und Sichtungsgartens Hermannshof in Weinheim an der Bergstraße
- 1922: Gartenanlagen für den Birklehof bei Hinterzarten (Architekt Gisbert von Teuffel)[14]
- 1922–1924: Gartenanlagen von Haus Wylerberg bei Kleve[14]
- nach 1922: Parkanlagen von Schloss Bedburg[14]
- 1922–1924: Gartenanlagen der Siedlung Heiligensee für die Gemeinnützige Siedlungsgenossenschaft Borsigscher Werksangehöriger in Berlin-Heiligensee, Ziegenorter Pfad[15]
- 1922–1924: Gartenanlage der Villa Goethestraße 66 (Haus Grünwald), Köln
- 1922–1923: Gartenanlage der Villa Tiberiusstr. 3 in Köln-Marienburg (Architekt Paul Bonatz)[14][16]
- 1925: Gutsanlage in Phöben bei Werder (Havel) (Architekt Wilhelm Büning)[14]
- 1927: Gartenanlagen für das Tannenberg-Denkmal bei Hohenstein in Ostpreußen[17]
- vor 1927: Landgut in Pommern (Architekt Franz Seeck)[14]
- vor 1927: Anlagen für das Gut Sondermühlen bei Melle[14]
- vor 1927: Südterrassen von Schloss Stolberg im Harz[14][18]
- vor 1927: Landschaftsgestaltung Gut Ostenwalde bei Melle[14][19]
- um 1925: Landhausgarten in Berlin-Nikolassee, Lohengrinstraße 22[20]
- 1925–1926: Freiflächen der Reichsbanksiedlung in Berlin-Schmargendorf, Cunostraße[21]
- 1926–1928: Hausgarten in Berlin-Lichterfelde, Curtiusstraße 101[22]
- 1929: Vorgarten in Berlin-Westend von Erich Mendelssohn, Am Rupenhorn 6[23]
- 1927–1930: Garten „Landhaus Supf“ in Berlin-Dahlem, Musäusstraße 2[24]
- um 1928: Garten der Villa Oeding in Berlin-Kladow, Am Roten Stein[25]
- um 1930: Garten „Haus von Velsen“ in Berlin-Zehlendorf, Limastraße 29[26]
- 1932–1933: Hausgarten in Berlin-Dahlem, Im Dol 39[27]
- vor 1933: Atelierhausgarten für Ernst Gorsemann in Berlin-Dahlem[28]
- 1933: Ehrenmal für die im Ersten Weltkrieg gefallenen Bremer (mit Ernst Gorsemann)[29]
- 1934–1936: Sport-, Grün- und Gartenanlagen mit Skulpturen auf dem Olympiagelände in Berlin-Westend, Olympischer Platz[30]
- 1935–1936: Garten der Villa Riefenstahl, später verändert
- 1936–1937: Garten des „Haus Petersen“ in Berlin-Dahlem, Im Schwarzen Grund 27[31]
- vor 1938: Gartenanlagen für das Landhaus Dr. T. in Kronberg im Taunus[32]
- vor 1957: Gartenanlagen eines Atriumhauses von Fritz Ruempler bei Köln[33]
- vor 1962: Freiflächengestaltung für eine Kasernenanlage in Niedersachsen (mit Ernst Zinsser)[34]

## Veröffentlichungen
- Garten und Haus – Das Haus in der Landschaft, Verlag der Gartenschönheit, Berlin-Westend 1927
- Die Landschaftsfibel, Deutsche Landbuchhandlung, Berlin 1942
- Umgang mit Bäumen, BLV, Basel, München, 1963